# Un amour plus que parfait
Un amour plus que parfait (The Wish List) est un téléfilm américain réalisé par Kevin Connor, diffusé le 28 août 2010 sur Hallmark Channel.

## Synopsis
Sarah, trentenaire, désespère de rencontrer un jour l'âme sœur tellement elle est exigeante. Mais, dans le café du sémillant Fred, elle fait la connaissance d'Érik, charmant médecin qui a tout de l'homme parfait. Alors qu'elle commence une relation romantique avec Érik, Fred l'oblige à revoir ses critères de sélection et à placer l'amour en tête de liste... 

## Fiche technique
- Titre original : The Wish List
- Réalisation : Kevin Connor
- Scénario : Gary Goldstein
- Photographie : Maximo Munzi
- Pays : États-Unis
- Durée : 85 minutes

## Distribution
- Jennifer Esposito (VF : Malvina Germain) : Sarah
- David Sutcliffe (VF : Alexis Victor) : Fred
- Diane Venora : Brenda
- Richard Portnow : Lenny
- Steve Monroe : Stu
- Tico Wells (en) : Tim
- Tonya Kay (en) : Catherine
- Mark Deklin : Erik
- Marliss Amiea : Marty
- Katie Hein : Rhiannon
- Sydney Penny : Chloé